# Ocnele Mari
Ocnele Mari ist eine Kleinstadt und ein Kurort im Kreis Vâlcea in der historischen Region Walachei in Rumänien.

## Lage und Geographie
Ocnele Mari liegt im südlichen Vorland der Transsilvanischen Alpen. Die Kreishauptstadt Râmnicu Vâlcea befindet sich etwa 6 km nordöstlich. In der Nähe der Stadt befinden sich die größten Salzlagerstätten der Walachei.

## Geschichte
Das Gebiet der heutigen Stadt ist vermutlich seit dem Ende des Neolithikums besiedelt. Die Daker errichteten in vorrömischer Zeit am Bach Sărat eine Befestigungsanlage, die zu einem regionalen wirtschaftlichen, militärischen und religiösen Zentrum wurde. Einige rumänische Forscher lokalisieren die von Claudius Ptolemaeus beschriebene dakische Festung Buridava nach Ocnele Mari. Möglicherweise wurde der dakische König Burebista hier geboren. Nach der Eroberung Dakiens durch die Römer erbauten diese etwa fünf Kilometer entfernt das Militärlager Kastell Stolniceni, nutzten die nahe gelegenen Salzvorkommen und exportierten das gewonnene Salz in andere Gebiete des Reiches. Aus dieser Zeit stammen mehrere Münzfunde.
Im Mittelalter existieren indirekte schriftliche Hinweise über den Ort aus dem Jahr 1373, die Erwähnung des heutigen Namens erfolgte 1402. Der Salzabbau spielte auch in dieser Zeit eine besondere Rolle. Mehrere walachische Herrscher stifteten hier insgesamt 16 Kirchen und Klöster.
Ab 1812 entwickelte sich Ocnele Mari der Kurbetrieb. 1933 wurde es offiziell zur Stadt und zum Kurort ernannt. Von da an bis zum Ausbruch des Zweiten Weltkrieges erlebte Ocnele Mari seine größte Blütezeit.
Nach dem Krieg und der kommunistischen Machtübernahme entstand in Ocnele Mari ein Gefängnis u. a. für politische Gefangene.
Auch heute wird noch Salz über die Extraktion aus wässrigen Lösungen gewonnen. Das Abpumpen der Flüssigkeit aus dem Boden führte zu gefährlichen Absenkungen des Bodens, die möglicherweise sogar die Existenz der Stadt in ihrer derzeitigen Form bedrohen.
Die wichtigsten Erwerbszweige sind der Tourismus und die Salzgewinnung.

## Bevölkerung
1930 lebten auf dem Gebiet der heutigen Stadt etwa 7200 Bewohner. Bei der Volkszählung 2002 wurden in Ocnele Mari 3563 Einwohner gezählt, darunter 3531 Rumänen, 20 Roma, 8 Ungarn und 2 Rumäniendeutsche.

## Verkehr
Ocnele Mari verfügt über keinen Bahnanschluss. Es bestehen regelmäßige Busverbindungen in viele größere Städte des Landes, unter anderem nach Bukarest.

## Sehenswürdigkeiten
- Reste der dakischen Festung Buridava (2. Jh. vor Chr. bis 1. Jh. nach Chr.)
- zahlreiche Kirchen und Klöster (16.–18. Jahrhundert)
- Das ehemalige Salzbergwerk wurde 2009 zum Teil dem Tourismus überlassen. Nach etwa 1,3 Kilometer in einer Tiefe vom Eingang von ca. 29 Meter, befinden sich die etwa 8 Meter hohen Räume auf einer Fläche von ca. 2 Hektar. In den Räumen befinden sich ein Saal für festliche Veranstaltungen, eine Kirche, ein Tennisplatz, Entspannungsbereiche, Ausstellungen, ein Kinderspielplatz, ein Restaurant, eine Minikartanlage und sonstige.[9]

## Sonstiges
Bei der Sonnenfinsternis vom 11. August 1999 lag in Ocnele Mari das Zentrum der maximalen Totalität; hier dauerte die vollständige Abdeckung der Sonne 2 Minuten und 23 Sekunden.